# Elecciones estatales de Penang de 1995
Las elecciones estatales de Penang de 1995 tuvieron lugar el 25 de abril del mencionado año con el objetivo de renovar los 33 escaños de la Asamblea Legislativa Estatal, que a su vez investiría a un Ministro Principal para el período 1995-2000, a no ser que se realizaran elecciones anticipadas durante este período. Al igual que todas las elecciones estatales de Penang, se realizaron al mismo tiempo que las elecciones federales para el Dewan Rakyat de Malasia a nivel nacional.
En el marco de la aplastante victoria que obtenía el oficialista Barisan Nasional (Frente Nacional) en los comicios federales, en Penang el ministro Principal desde 1990, Koh Tsu Koon, del Partido del Movimiento Popular Malasio (Gerakan), obtuvo una resonante reelección con el 65.80% de los votos y 32 de los 33 escaños. La movilizada campaña del Partido de Acción Democrática (DAP), conocida como "campaña Robocop" para lograr una victoria en Penang con Lim Kit Siang como candidato fracasó rotundamente y solo un candidato del DAP, Chong Eng, resultó elegido al derrotar a su contendiente del Gerakan. La estrategia del DAP fracasó principalmente por la astuta movida del primer ministro Mahathir Mohamad, los líderes del BN y los medios al criticar a Lim Kit Siang como una persona "robótica" y "sin alma". Fue la mayor victoria que obtendría el Barisan Nasional en Penang. La participación fue del 76.20% del electorado registrado.

## Resultados
|  | 24.25 % |

|  | 30.30 % |

|  | 20.96 % |

|  | 36.36 % |

|  | 18.67 % |

|  | 27.27 % |

|  | 1.92 % |

|  | 3.03 % |

|  | 65.80 % |

|  | 96.97 % |

|  | 29.93 % |

|  | 3.03 % |

|  | 2.65 % |

|  | 0.00 % |

|  | 1.33 % |

|  | 0.00 % |

|  | 3.98 % |

|  | 0.00 % |

|  | 97.50 % |

|  | 2.13 % |

|  | 0.37 % |

|  | 100.00 % |

|  | 76.20 % |